# 박정우 (1968년생 배우)
박정우(1968년 4월 13일 ~)는 대한민국의 배우이다.

## 생애
강원특별자치도 원주시에서 태어나 서울강동초등학교, 강동중학교, 대원고등학교를 거쳐서 전역 후 명지전문대학을 졸업했다. 연기자로서 뜻을 세우고 장미희 배우 겸 교수의 권유로 늦게 명지대 연극영상학과에 1기생으로 입학하였던 것이다. 그는 처음 안양의 다운타운에서 통기타 가수를 하다가 CF를 시작으로 연기활동을 시작했다. 타고난 재능도 대단하지만 연기를 향한 그의 집념 또한 대단했다. 뮤지컬 배우로 《백일천사》에서 '이 기자' 역을 맡았고, 연극 《태》에서 '세조' 역을 맡아 꾸준히 노력하는 배우이다. 그 후로 영화 데뷔작을 시작하였다. 그러나 이 영화는 이미 화제작이며 일본에서 그는 이미 한류스타 대열에 합류하였다. TV 드라마 배우 활동을 시작하게 되면서 많은 흥행을 얻었다.

## 학력
- 서울강동초등학교
- 강동중학교
- 대원고등학교
- 명지전문대학
- 명지대 연극영상학과

## 출연작품

### 영화
- 1996년 《투맨》 ... 고교대장 역
- 1999년 《애》 ... 은행원 역
- 1999년 《파파라치》 ... 사기꾼 매니저 역
- 2002년 《아프리카》 ... 구조 1, 상민 역
- 2002년 《보스 상륙 작전》 ... 해안 오야 역
- 2003년 《강아지 죽는다》 ... 대박사장 역
- 2003년 《하늘정원》 ... 감독 2 역
- 2003년 《튜브》 ... 장문 역
- 2003년 《동해물과 백두산이》 ... 대공요원 1 역
- 2004년 《태극기 휘날리며》 ... 모병관 역
- 2004년 《호텔 비너스》 ... 가이 역
- 2004년 《DMZ, 비무장지대》 ... 수색중대장 3 역
- 2016년 《나홀로 휴가》 ... 이규환 역
- 2023년 《그대 어이가리》 ... 요양병원 원장 역

### 드라마
- 2001년 MBC 《상도》 ... 김대환 역
- 2002년 KBS2 《태양인 이제마》 ... 충복 역
- 2002년 SBS 《야인시대》 ... 축구부 주장 역
- 2003년 SBS 《올인》 ... 짜구 역
- 2004년 KBS2 《낭랑 18세》 ... 윤정숙 담임선생님의 남편 역
- 2004년 SBS 《폭풍 속으로》 ... 정수 역
- 2004년 KBS2 《아름다운 유혹》 ... 김 형사 역
- 2005년 SBS 《봄날》 ... 성준 역
- 2005년 MBC 《달콤한 스파이》 ... 흑룡회 보스 역
- 2005년 SBS 《백만장자와 결혼하기》 ... 강 이사 역
- 2006년 MBC 《궁》 ... 충화 역
- 2006년 KBS1 《강이 되어 만나리》 ... 김동표 역
- 2006년 KBS2 《그 여자의 선택》 ... 사장 역
- 2007년 MBC 《궁S》 ... 백충화 역
- 2007년 MBC 《히트》 ... 버팔로를 수행하는 남자 역
- 2007년 MBC 《개와 늑대의 시간》 ... 문 이사 역
- 2007년 KBS1 《미우나 고우나》 ... 박 팀장 역
- 2007년 KBS2 《인순이는 예쁘다》 ... 오명철 역
- 2007년 KBS2 《드라마스페셜 - 아귀》 ... 만식 역
- 2008년 KBS2 《대왕 세종》 ... 구주승려 정우 역
- 2008년 KBS2 《착한여자 백일홍》 ... 형사 역
- 2008년 OCN 《경성 기방 영화관》 ... 권성식 역
- 2008년 KBS2 《돌아온 뚝배기》 ... 일수 청년 역
- 2008년 MBC 드라마넷 《별순검 2》 ... 열이 역
- 2009년 MBC 《돌아온 일지매》 ... 한성부서윤 역
- 2009년 SBS 《자명고》 ... 추발소 역
- 2009년 MBC 《선덕여왕》 ... 흑산 역
- 2010년 SBS 《산부인과》 ... 민영주의 남편 역 (특별출연)
- 2010년 KBS1 《전우》 ... 해병 대위 역
- 2010년 SBS 《여자를 몰라》 ... 마강수 역
- 2010년 KBS1 《근초고왕》 ... 유리왕 역
- 2011년 MBC 《마이 프린세스》 ... 해영 부 역
- 2011년 KBS2 《강력반》 ... 김철민 역 (우정출연)
- 2011년 SBS 《내사랑 내곁에》 ... 존쿡 역
- 2011년 KBS2 《공주의 남자》 ... 박흥수 역
- 2011년 JTBC 《빠담빠담》 ... 진구 역
- 2012년 SBS 《패션왕》
- 2012년 MBC 《골든타임》
- 2013년 KBS2 《광고천재 이태백》 ... 금산그룹 부회장 역
- 2013년 SBS 《너의 목소리가 들려》 ... 하명 역
- 2013년 SBS 《열애》 ... 김 비서 역
- 2014년 SBS 《갑동이》 ... 과학수사대 요원 역
- 2014년 MBC 《개과천선》 ... 김학태 역
- 2014년 OCN 《나쁜 녀석들》 ... 손문기 역
- 2014년~2015년 SBS 《피노키오》 ... 기자 역
- 2014년 SBS 《펀치》 ... 대통령 비서실장 김성찬 역
- 2015년 KBS1 《징비록》 ... 진주목사 김시민 장군 역
- 2016년 MBC 《옥중화》 ... 윤태규 역
- 2016년 KBS2 《다시, 첫사랑》 ... 남실장 역
- 2017년 SBS 《귓속말》 ... 대통령 비서실장 역
- 2017년 SBS 《아임 쏘리 강남구》 ... 박변호사 역
- 2017년 KBS2 《그 여자의 바다》 ... 김일주 역
- 2017년 SBS 《조작》
- 2017년 KBS1 《미워도 사랑해》 ... 김희수 역
- 2019년 SBS 《열혈사제》
- 2020년 SBS 《편의점 샛별이》

### 뮤지컬
- 백일천사

### 연극
- 태